# Empire of Light
Empire of Light (conocida en Hispanoamérica como Imperio de luz y en España como El imperio de la luz) es una película dramática británica, dirigida y escrita por Sam Mendes y protagonizada por Olivia Colman, Micheal Ward, Monica Dolan, Tom Brooke, Tanya Moodie, Hannah Onslow, Crystal Clarke, Toby Jones y Colin Firth.
Se estrenó en el Festival de Cine de Telluride el 3 de septiembre de 2022, mientras que se estrenó en los cines en Estados Unidos el 9 de diciembre de 2022 y en el Reino Unido el 9 de enero de 2023 por Searchlight Pictures. La película recibió reseñas mixtas de los críticos profesionales, pero a pesar de esto la actuación de Colman recibió grandes elogios.
En la 80.ª edición de los Globos de Oro, recibió una nominación a Mejor actriz - Drama por Colman.

## Reparto
- Olivia Colman como Hilary Small
- Micheal Ward como Stephen
- Colin Firth como Mr. Ellis
- Toby Jones como Norman
- Tom Brooke como Neil
- Tanya Moodie como Delia
- Hannah Onslow como Janine
- Crystal Clarke como Ruby
- Monica Dolan como Rosemary Bates
- Sara Stewart como Brenda
- Ron Cook como Mr. Cooper
- Justin Edwards como Jim Booth

## Producción
En abril de 2021 se anunció que Sam Mendes había comenzado su próxima película, que escribiría y dirigiría solo esta vez, junto con Searchlight Pictures. Olivia Colman estaba en conversaciones para protagonizar la película y se anunció que Roger Deakins se desempeñaría como director de fotografía. Colman fue confirmada como protagonista en julio, junto con Micheal Ward. En diciembre, se unieron al elenco Colin Firth, Toby Jones, Crystal Clarke y Tanya Moodie.
El rodaje comenzó el 7 de febrero de 2022 en Margate, en la isla de Thanet, Kent. Tom Brooke y Hannah Onslow fueron confirmados para coprotagonizar la película a finales de febrero. Trent Reznor y Atticus Ross fueron anunciados como compositores de la película.

## Recepción

### Crítica
En el sitio web del agregador de reseñas Rotten Tomatoes, la película tiene un índice de aprobación del 45% basado en 154 reseñas de críticos, con una calificación promedio de 5.9/10. El consenso del sitio web dice: "Empire of Light contiene algunas buenas actuaciones y algunos destellos de brillantez, pero este tributo a la magia del cine es decepcionantemente mundano". En Metacritic, la película tiene una puntuación media ponderada de 54 sobre 100 basada en 37 críticos, lo que indica "críticas mixtas o medias".

### Premios y nominaciones
| Premio                                         | Fecha de ceremonia      | Categoría                  | Nominado/a                  |          | Ref.   |
| ---------------------------------------------- | ----------------------- | -------------------------- | --------------------------- | -------- | ------ |
| Premios Óscar                                  | 12 de marzo de 2023     | Mejor fotografía           | Roger Deakins               | Nominado | [ 12 ] |
| Premios BAFTA                                  | 19 de febrero de 2023   | Mejor actor de reparto     | Micheal Ward                | Nominado | [ 13 ] |
| Premios BAFTA                                  | 19 de febrero de 2023   | Mejor fotorgrafía          | Roger Deakins               | Nominado | [ 13 ] |
| Premios BAFTA                                  | 19 de febrero de 2023   | Mejor película brtiánica   | Empire of Light             | Nominado | [ 13 ] |
| Premios de la Crítica Cinematográfica          | 15 de enero de 2023     | Mejor fotografía           | Roger Deakins               | Nominado | [ 14 ] |
| Florida Film Critics Circle                    | 22 de diciembre de 2022 | Mejor fotografía           | Roger Deakins               | Nominado | [ 15 ] |
| Florida Film Critics Circle                    | 22 de diciembre de 2022 | Mejor banda sonora         | Trent Reznor y Atticus Ross | Nominado | [ 15 ] |
| Premios Globo de Oro                           | 10 de enero de 2023     | Mejor Actriz - Drama       | Olivia Colman               | Nominada | [ 16 ] |
| Premios Satellite                              | 11 de febrero de 2023   | Mejor fotografía           | Roger Deakins               | Nominado | [ 17 ] |
| Premios Satellite                              | 11 de febrero de 2023   | Mejor diseño de producción | Alexandra Byrne             | Nominada | [ 17 ] |
| Washington D. C. Area Film Critics Association | 12 de diciembre de 2022 | Mejor fotografía           | Roger Deakins               | Nominado | [ 18 ] |